# Монторьоль (Тарн)
Монторьо́ль (фр. Montauriol, окс. Montauriòl) — коммуна во Франции, находится в регионе Юг — Пиренеи. Департамент — Тарн. Входит в состав кантона Кармо-1 Ле-Сегала. Округ коммуны — Альби.
Код INSEE коммуны — 81172.

## География
Коммуна расположена приблизительно в 530 км к югу от Парижа, в 90 км северо-восточнее Тулузы, в 23 км к северо-востоку от Альби.

## Климат
Климат умеренно-океанический. Зима мягкая и дождливая, лето жаркое с частыми грозами. Ветры довольно редки.

## Население
Население коммуны на 2010 год составляло 57 человек.
| 1962 | 1968 | 1975 | 1982 | 1990 | 1999 | 2010 |
| ---- | ---- | ---- | ---- | ---- | ---- | ---- |
| 101  | 83   | 95   | 88   | 62   | 49   | 57   |

## Администрация
| Период | Период | Фамилия       | Партия | Примечания |
| ------ | ------ | ------------- | ------ | ---------- |
| 2001   | 2014   | Оливье Палази |        |            |
| 2014   | 2020   | Ален Маффр    |        |            |

## Экономика
В 2007 году среди 37 человек в трудоспособном возрасте (15—64 лет) 21 были экономически активными, 16 — неактивными (показатель активности — 56,8 %, в 1999 году было 60,5 %). Из 21 активных работали 20 человек (12 мужчин и 8 женщин), безработным был 1 мужчина. Среди 16 неактивных 1 человек был учеником или студентом, 11 — пенсионерами, 4 были неактивными по другим причинам.